# Organisation du peuple du Sud-Ouest africain
L'Organisation du peuple du Sud-Ouest africain (en anglais : South West Africa People's Organization ; en allemand : Südwestafrikanische Volksorganisation) — connue sous son acronyme anglais de SWAPO — est un parti politique et ancien mouvement indépendantiste namibien. Fondé en 1960, il est le parti au pouvoir en Namibie depuis l'indépendance du pays en 1990. Le parti continue d'être dominé en nombre et en influence par le groupe ethnique des Ovambos.
Il est membre de l'Internationale socialiste.

## Une origine Ovambo
Le syndicat est fondé le 19 avril 1960 à New York, en marge d'une session des Nations unies concernant l'application de son mandat par l'Afrique du Sud sur le Sud-Ouest africain, tel qu'était alors officiellement le nom de la future Namibie. La SWAPO naît d'une scission avec la SWANU dont l'aspiration était de transcender les barrières tribales. Or, dans un premier temps, la SWAPO est exclusivement ovambo, le peuple majoritaire du nord de la Namibie. Les premières années de la SWAPO sont d'ailleurs consacrées à éliminer la SWANU de toutes les organisations internationales et à la subroger. Ses succès diplomatiques lui permettent d'ouvrir des bureaux à Moscou, en Afrique et en Scandinavie. [réf. souhaitée]
Le recrutement des militants se fait par cooptation et les exclusions sont sans appels.
La SWAPO se transforme vite en mouvement militaire contre la colonisation sud-africaine, dont le mandat lui est retiré en 1968 par l'assemblée générale des Nations unies. Sa branche armée fondée en 1962 est nommée People's Liberation Army of Namibia (en) et bénéfice d'armements livrés par les États communistes, l'Algérie et l’Égypte - d'armement légers telles les RPG-7 et AK-47 soviétiques et fusil Zastava M59/66 yougoslaves à la livraison d'une dizaine de chars d'assaut T-34 - et d'instructeurs venant d'URSS. 
À partir de 1970, elle devient la seule bénéficiaire de l'aide des Nations unies et de l'OUA.

## «Le représentant authentique de la Namibie»
Le 12 septembre 1973, l'Assemblée générale des Nations-Unies reconnaît à la SWAPO le titre de « représentant unique et authentique du peuple namibien ». Le 20 décembre 1976, elle apporte son « soutien à la lutte armée » menée « sous la conduite de la SWAPO ». Dans les deux cas, ces résolutions sont votés avec l'appui des pays du Tiers monde, des pays scandinaves et des pays de l'est contre la majorité des puissances occidentales dont la France.
La SWAPO mène en effet une guerilla contre les troupes sud-africaines, avec ses bases arrière en Zambie, puis en Angola à partir de 1975 quand le MPLA, mouvement marxiste angolais, prend le contrôle de la majeure partie de l'Angola. Malgré le soutien logistique de l'Angola et de Cuba, la SWAPO ne sera jamais en mesure d'inquiéter militairement l'armée sud-africaine.
En 1975, elle refuse de renoncer à la lutte armée et de rejoindre la conférence de la Turnhalle où se joue une solution interne à la situation politique et juridique du territoire.

### Les remises en cause internes et externes (1976-1988)
La SWAPO fut responsable durant ces années de nombreuses atteintes aux droits de l'homme contre ses propres cadres dont une centaine furent emprisonnés et torturés pour suspicion d'espionnage. Tout au long de son histoire, la SWAPO s'est livrée à plusieurs reprises à des épurations sauvages de ses structures militaires et politiques.
En avril 1976, Andreas Shipanga, l'un des cofondateurs de la SWAPO, dénonce alors le népotisme, la corruption et l'inefficacité de la direction du mouvement. Avec 2 000 de ses partisans, il tente de prendre le contrôle du quartier général du parti à Lusaka en Zambie. Sam Nujoma, le président fondateur du mouvement est alors obligé de requérir l'aide du président Kenneth Kaunda pour éviter d'être tué. Les rebelles sont finalement arrêtés et emprisonnés. Certains seront relâchés au bout de six mois, d'autres disparaitront définitivement alors que Shipanga n'est lui-même libéré qu'en mai 1978. Il fonde alors la « SWAPO-démocrate » et rejoint Windhoek où il s'associe au processus de négociation enclenché depuis 1975 lors de la conférence de la Turnhalle.
Le 31 juillet 1978, Nujoma déclare que la SWAPO ne partagera le pouvoir avec personne. En décembre 1978, la SWAPO de Nujoma refuse de participer aux premières élections multiraciales remportées par l'Alliance démocratique de la Turnhalle mais non reconnues par les Nations-Unies.
À partir de 1979, la représentation unique de la SWAPO comme seul représentant légitime de la Namibie est sérieusement remise en question par les puissances occidentales et par les autres partis politiques de Namibie qui disposent dorénavant d'une légitimité électorale. Le nombre des réfugiés dans les camps en Angola et en Zambie est à cette époque systématiquement « gonflé » pour obtenir des aides et des subventions plus importantes de l'ONU et de la Croix-Rouge. D'autre part, de nombreux cas de tortures, de sévices, de corruption et de viols y sont aussi signalés.
En septembre 1982, la commission politique de l'assemblée européenne recommande « qu'il soit tenu compte des réalités ethniques de la Namibie et que soient rejetées les prétentions à la représentation exclusive de la SWAPO ». [réf. souhaitée] Néanmoins, appuyée par les pays de l'Est et ceux du Tiers monde, la SWAPO parvint à conserver son statut auprès de l'ONU et même à faire exclure Andreas Shipanga d'une conférence de l'UNESCO sur la Namibie en avril 1983 où il n'était pourtant présent qu'à titre d'auditeur.
Retranchés en Angola, les guérilleros de la SWAPO deviennent surtout des supplétifs de l'armée angolaise en lutte contre l'UNITA de Jonas Savimbi, lui-même soutenu par l'Afrique du Sud et les États-Unis. Une zone méridionale de l'Angola est d'ailleurs occupée par l'Afrique du Sud empêchant toute infiltration de la guérilla sur le territoire namibien. En 1985, le gouvernement angolais accepte de retirer son soutien à la SWAPO en échange du retrait des forces militaires sud-africaines du sud de l'Angola.
En février 1986, dans une conférence à Londres, la SWAPO reconnaît détenir plusieurs centaines de personnes qualifiées « d'espions » sud-africains dans ses camps angolais de Lubango. Un « comité de parents » dénoncent les tortures, les règlements de compte et les disparitions. Pour se défendre, la SWAPO diffuse les aveux des « espions » mais ceux-ci sont parfois si extravagants qu'un discrédit durable est jeté sur le parti.
L'année suivante, la SWAPO, affaiblie accepte pour la première fois de participer à une conférence interne en Namibie organisée à l'initiative du conseil de églises et réunissant une vingtaine de partis politiques internes. [réf. souhaitée] Ce faisant, la SWAPO accepte dès lors la représentativité des autres partis politiques namibiens et en 1988 abandonne toute référence au marxisme-léninisme dans son programme électoral. [réf. souhaitée]

## Le ralliement au processus démocratique (1988-1990)
En décembre 1988, Pik Botha, ministre des affaires étrangères sud-africain, accompagné du ministre de la défense, Magnus Malan, paraphent à Brazzaville, au Congo, un protocole de paix avec les Angolais et les Cubains concernant le Sud-Ouest africain / Namibie sous le patronage du président Denis Sassou-Nguesso. C'est à partir de ce protocole et dans le cadre d'un accord encore plus général qu'une solution définitive est négociée entre l'Afrique du Sud et les Nations-Unies sous l'égide des États-Unis, de la France, de la Grande-Bretagne et de l'URSS. L'Afrique du Sud consent à se retirer de Namibie en échange du retrait des soldats cubains d'Angola et du maintien de son administration jusqu'à l'indépendance.
Cependant, dès le 1er avril 1989, quelques minutes après l'entrée en vigueur du cessez-le-feu, la SWAPO tente un coup d'éclat en tentant une intrusion de seize cents de ses guérilleros en territoire namibien à partir de ses bases arrière d'Angola ouvrant rapidement un front de 300 km. Ce premier week-end, espéré de paix, dans une marche vers l'indépendance, s'achève dans la plus sanglante bataille depuis le début de la guerre, vingt-trois ans auparavant. L'objectif de la SWAPO est de conquérir un large territoire et d'encadrer le plus d'habitants possibles, sur les 1,2 million de Namibiens, afin de se présenter aux yeux de la communauté internationale comme une véritable « force de libération » réellement présente sur le terrain.

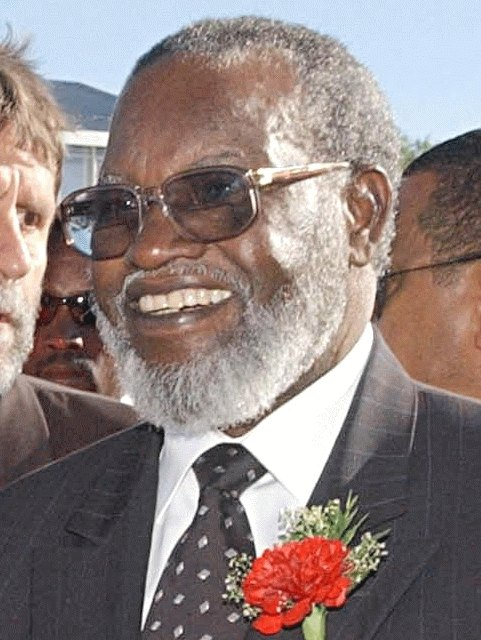
Sam Nujoma, dirigeant de la SWAPO et président de la Namibie (1990-2005).

Immédiatement déployé, le bataillon 101 de la « Force de défense du Sud-Ouest africain », en majorité composé de Namibiens et de ralliés de la SWAPO, brise l'offensive et tue cent cinquante guérilleros dès le premier jour. Ils seront définitivement chassés du pays le 11 avril après d'autres violents combats après la dispersion des survivants traqués par les pisteurs namibiens. L'opération est un désastre pour la SWAPO et 200 guérilleros sont tués dans cette opération.
Alors que le journal français Le Monde avait titré le 1er avril : « La SWAPO devra donner des gages de ses intentions démocratiques », l'image de la SWAPO est alors publiquement ternie et « force est de constater alors que l'organisation a finalement échoué à contrôler la moindre parcelle de territoire durant la guerre d'indépendance » . Écartée des processus tripartites de négociations et tancée par ses alliés africains et russes, la SWAPO accepte alors le processus de paix.
En juillet, après avoir expressément renoncé à la lutte armée, les leaders sont autorisés par l'administration sud-africaine à revenir au pays pour faire campagne. En septembre, Anton Lubowski, le premier blanc à avoir annoncé son ralliement à la SWAPO et chargé des affaires immobilières du parti, est assassiné. Les commanditaires ne sont pas identifiés.
En novembre, à la veille des élections législatives (en), Nujoma rentre enfin au pays et demande aux électeurs un score de 66 % afin d'atteindre le seuil lui permettant de faire voter son projet de constitution. [réf. souhaitée]
En novembre 1989, sous la surveillance des forces de paix de l'ONU, elles se déroulent et sont remportées par la SWAPO avec 57 % des suffrages (dont 93 % dans l'Ovamboland). [réf. souhaitée] La constitution est rédigée par l'assemblée sous l'œil des juristes sud-africains nommés par Louis Pienaar, l'administrateur sud-africain.

## Le parti majoritaire de la Namibie indépendante (depuis 1990)
Le 21 mars 1990, en présence du gotha international dont Javier Pérez de Cuéllar, Frederik de Klerk et Nelson Mandela, la Namibie devient un pays indépendant lors d'une cérémonie marquée par la levée du nouveau drapeau national au stade JG Van der Warth de Windhoek et le défilé de la nouvelle armée nationale sur Kaiser Street.
La SWAPO domine dorénavant la vie politique alors que l'opposition est divisée mais dominée par l'Alliance démocratique de la Turnhalle (Democratic Turnalle Alliance - DTA) qui a rassemblé 28 % des suffrages et remporté 14 des 23 districts du pays.
Le premier gouvernement dominé par la SWAPO n'est pas cependant monocolore. On y trouve des techniciens blancs non affiliés à la SWAPO comme Otto Herrigel aux finances et Gert Hanekom à l'agriculture ainsi que des petits partis de gauche. L'opposition officielle quant à elle apporte une analyse technique des dossiers qu'elle connaît bien pour avoir exercé une partie du pouvoir durant les douze années précédentes.
Sam Nujoma, devenu président en 1990, est réélu en 1994. Il fait ensuite modifier la Constitution pour pouvoir se représenter une troisième fois, avec succès en 1999.
Ne souhaitant pas se présenter pour un quatrième mandat, soit par lassitude de son propre parti, soit par crainte de sanctions internationales, Nujoma pousse son candidat lors des primaires de la SWAPO en 2004. Balayant par des méthodes peu démocratiques les autres candidats, il fait investir officiellement Hifikepunye Pohamba, à charge pour lui de mener la difficile réforme agraire alors que 15 ans après l'indépendance, 65 % des terres commerciales sont toujours gérées par un peu plus de 5 000 fermiers blancs (soit 1 % de moins qu'en 1990).
Les élections des 15 et 16 novembre 2004 sont sans surprise : le candidat de la SWAPO, Hifikepunye Pohamba, l'emporte à la présidentielle et aux législatives, la SWAPO remporte 55 des 72 sièges. Nujoma reste à la présidence de la SWAPO jusqu'en 2007, date à laquelle Pohamba lui succède à la présidence du parti. Ce dernier est réélu avec plus de 75 % des suffrages lors des élections de novembre 2009.
En 20 ans de pouvoir, la SWAPO est ainsi parvenu à s'implanter hors de son fief de l'Ovamboland et à rallier tous les petits partis de gauche et la majorité des régions du pays et des centres urbains. En cours de route, la SWAPO a également abandonné le marxisme, laissant un certain nombre de postes de gouvernement à des techniciens compétents et moins marqués par l'idéologie ou la guerre d'indépendance. Le discours a cependant évolué vers un certain nationalisme conservateur ainsi qu'un soutien affiché à la politique de Robert Mugabe au Zimbabwe sans chercher réellement à l'imiter dans les faits.
Lors des élections législatives de 2019, la SWAPO perd 14 sièges (sur les 104 de l'Assemblée), principalement au bénéfice du Mouvement démocratique populaire. La SWAPO reste majoritaire à l'Assemblée mais perd sa majorité des 2/3. Cette érosion se retrouve aussi lors de l'élection présidentielle qui se tient le même jour : Hage Geingob, candidat de la SWAPO, passe de 86,7 % des voix en 2014 à 56,2 %. Cette désaffection des électeurs est due à la crise économique, au fort chômage qui atteint 34 % et aux affaires de corruption touchant plusieurs personnalités liées au parti,.
En novembre 2022, Netumbo Nandi-Ndaitwah est réélue vice-présidente de la SWAPO, puis en mars 2023, elle est nommée candidate de la SWAPO à l'élection présidentielle de 2024,. Elle remporte le scrutin dès le premier tour avec 57,31 % des voix, cependant le parti perd 12 sièges sur 96 élus à l'Assemblée nationale lors des élections législatives organisées simultanément, conservant de peu sa majorité absolue,.